# Warszawaghettoen
Warszawaghettoen var en jødisk ghetto i Generalguvernementet Polen, oprettet af de tyske okkupationsstyrker i Warszawa i oktober 1940. I løbet af de tre år, ghettoen eksisterede, forårsagede sult, sygdomme og deportationer til udryddelseslejren Treblinka, at befolkningen i ghettoen sank fra omkring 450 000 til 37 000. I april 1943 gjorde de tilbageværende i ghettoen oprør, den første store væbnede opstand mod nazisternes jødeudryddelser.
Med sine 1,3 millioner indbyggere var Warszawa hovedstad i det Polen, der var genopstået i 1919. Byen var et levende centrum for jødisk liv og kultur. Med 350 000 jødiske indbyggere udgjorde jøderne henved 30 % af byens samlede befolkning. Det jødiske samfund i Warszawa var Europas største, og næststørst i verden, efter New York City. Men kort tid efter invasionen i Polen beordrede tyskerne, at jøder skulle gå med armbind med Davidsstjernen på; dernæst beordrede de oprettelsen af et Judenrat (= jøderåd) under ledelse af den jødiske ingeniør Adam Czerniaków. 12. oktober 1940 vedtog den tyske besættelsesmagt oprettelsen af en ghetto i Warszawa. Alle byens jødiske indbyggere skulle flytte ind i området, som blev afskåret fra resten af byen. Der blev rejst en tre meter høj mur med pigtråd øverst, nøje overvåget for at forhindre trafik mellem ghettoområdet og resten af Warszawa. Efterhånden som jøder fra de nærliggende byer også blev tvunget til at bosætte sig i ghettoen, voksede befolkningen, så en tredjedel af Warszawas befolkning var presset sammen på 2,4 % af byens område. Tyskerne satte den jødiske madration til 181 kalorier for dagen. I august 1941 omkom mere end 5.000 i måneden af sult og sygdom. Den New York-baserede hjælpeorganisation American Jewish Joint Distribution Committee prøvede frem til slutningen af 1941 at holde liv i en befolkning, der led forfærdeligt under sult og smitsomme sygdomme. 
På ruinerne af ghettoen anlagdes i 1943 Warszawa koncentrationslejr. I april 1944 blev lejren underlagt Majdanek koncentrationslejr og officielt benævnt Konzentrationslager Lublin: Arbeitslager Warschau.